# Чапел (Небраска)
Чапел (енгл. Chappell) град је у америчкој савезној држави Небраска.

## Демографија
По попису из 2010. године број становника је 929, што је 54 (-5,5%) становника мање него 2000. године.
| Група             | 2000.       | 2010.       |
| Белци             | 957 (97,4%) | 900 (96,9%) |
| Афроамериканци    | 1 (0,1%)    | 0 (0,0%)    |
| Азијати           | 3 (0,3%)    | 2 (0,2%)    |
| Хиспаноамериканци | 12 (1,2%)   | 18 (1,9%)   |
| Укупно            | 983         | 929         |